# ABC Cooperativa
ABC é uma empresa de ônibus urbano criada em 2001 na cidade de Colônia do Sacramento, no Uruguai, com uma única linha. Durante uma crise econômica, o dono acumulou muitas dívidas, e então em negociação com o Ministério do Trabalho, em setembro do mesmo ano, os funcionários assumiram o controle da companhia, recebendo os três ônibus e as demais instalações, até 2007. Criou-se assim a ABC Cooperativa, de gestão operária. As dívidas foram superadas, os postos de trabalho incrementados de 9 para 15 (em 2013) e os salários aumentados além da média nacional.
Opôs-se à tendência das empresas de ônibus em demitir trocadores, mantendo o motorista e um funcionário para orientar os passageiros, tanto para não demitir funcionários quanto para, segundo eles, prestar um serviço de melhor qualidade para os passageiros.
Criou um centro cultural em um bairro da periferia, onde criou-se, em 2010, a rádio comunitária Iskra 102.9 FM, de 20 km de alcance. O objetivo de seu perfil musical é que seja o mais variado possível, mas com grande conteúdo poético e estético. O equipamento inicial foi majoritariamente da marca Behringer. Começou com três funcionários, e os gastos estavam sendo pagos com doações voluntárias de parte dos salários dos funcionários da ABC Cooperativa. Estes três funcionários chamam-se Soledad García, Luis Rivas (pai) e Luis Rivas (filho).

## Organização
Todo sábado é feita uma reunião entre todos os trabalhadores para definir coletivamente o rumo da empresa. O presidente e secretários são eleitos por voto, e podem ser substituídos por decisão de qualquer assembleia. Isto a diferencia das demais cooperativas de transporte do Uruguai, onde os líderes se reúnem tão frequentemente como uma vez ao ano apenas para informar aos funcionários a situação. As funções têm rotatividade e a cooperativa tem uma escola de motoristas.

## Embates
A ABC defende uma "tarifa popular", e por isso foi contra todos os aumentos de passagem propostos por outras empresas. Como o aumento da tarifa depende de concordância do prefeito com todas as empresas, as tarifas na cidade não sobem há anos. Isso gerou a quebra de uma empresa ligada à prefeitura, e desde então seus planos de expansão são negados pela prefeitura.
Por ter perdido uma licitação onde investiu na compra de um veículo 0 km, e esta outra empresa ganhou sem apresentar nada, acusa a prefeitura de favorecimento ilícito.

## Numeração
Os ônibus são numerados de forma simbólica:
- 17: Revolução Russa;
- 26: Movimento 26 de Julho, que levou à Revolução Cubana;
- 28: ano de nascimento de Che Guevara;
- 43 (ainda a comprar): número de estudantes mortos no Massacre de Iguala em 2014.